# Pier Fortunato Zanfretta
Pier Fortunato Zanfretta (Nova Milanese, 28 dicembre 1952) è un ex guardia particolare giurata italiano.
Deve la sua notorietà al fatto di sostenere di avere vissuto, tra il 1978 e il 1981, undici episodi di incontro ravvicinato del terzo e quarto tipo (IR3/4) con esseri viventi extraterrestri di tipo rettiliano.
Zanfretta descrive questi alieni come di pelle verde e increspata, alti quasi tre metri, grandi punte sulla testa e occhi triangolari gialli; egli dichiara che proverrebbero da un pianeta morente della "terza galassia" di nome "Titania" e avrebbero visto nella Terra uno dei possibili pianeti su cui trasferirsi in futuro. Gli alieni si chiamerebbero "Dargos" e lo avrebbero sottoposto ad alcuni esami clinici.
All'epoca Zanfretta prestava servizio presso la cooperativa Istituto Val Bisagno di Genova e i presunti incontri ravvicinati sarebbero avvenuti proprio durante i pattugliamenti che svolgeva per lavoro in tale città e nella relativa provincia.

## Le dichiarazioni dei testimoni
Alcuni testimoni, tra cui diversi colleghi di Zanfretta, nonché numerosi residenti dei comuni di Torriglia e Propata (vicino a Genova), teatro di alcuni degli eventi, dichiararono di aver assistito a strani episodi (ad esempio avvistamenti di «oggetti volanti molto grossi e luminosi») correlati ai presunti rapimenti e ne informarono i Carabinieri.
Il brigadiere Antonio Nucchi raccolse 52 di queste testimonianze; egli stesso sarà testimone di un avvistamento UFO. Il maresciallo Carlo Toccalino, che la notte tra il 6 e 7 dicembre 1978 era di turno al centralino della cooperativa di vigilanza, disse in un'intervista che poco prima del primo presunto incontro, avvenuto intorno alla mezzanotte, il venticinquenne Zanfretta aveva contattato i suoi colleghi via radio esclamando: "Mamma mia quanto è brutto! Non sono uomini, non sono uomini!". Dopo la ricezione di tale frase, il contatto radio si interruppe. Proprio in quelle ore, alcuni abitanti della vicina Torriglia avrebbero visto un forte bagliore in direzione del luogo dove si trovava Zanfretta.
Allarmati dall'interruzione del contatto radio, i colleghi Walter Lauria e Raimondo Mascia si misero alla ricerca di Zanfretta: lo trovarono circa un'ora dopo e affermarono che il suo corpo era molto caldo nonostante il freddo di quella notte. Zanfretta era in stato confusionale e febbricitante. Quando si riprese, disse che era stato terrorizzato da "extraterrestri dalle sembianze mostruose". Le guardie giurate informarono il comando dei Carabinieri, il quale inoltrò al ministero dell'Interno dei verbali nei quali veniva definito "buono" il grado di attendibilità delle testimonianze.
Durante il sopralluogo effettuato sul posto all'indomani sarebbero state rilevate sul terreno due impronte a ferro di cavallo aventi un diametro di circa tre metri e con spessore di circa 15 cm, che parevano suggerire che qualcosa si fosse posato sul prato. In seguito fu compilato il "Rapporto informativo circa l'avvistamento di oggetti volanti non identificati (Ovni) e umanoidi da parte di Zanfretta Fortunato"; esso sarà inviato alla Pretura di Genova dal brigadiere Nucchi il 3 gennaio 1979, e il giudice Russo ne disporrà l'archiviazione l'11 gennaio 1980 per "mancanza di estremi di reato". Sotto ipnosi regressiva, Zanfretta racconterà che, prima di essere ritrovato, avrebbe subito esami clinici invasivi a bordo di un UFO. Riferirà, inoltre, che i presunti alieni avrebbero manifestato il proposito di trasferirsi sulla Terra in futuro.
Un altro episodio si sarebbe verificato nella notte tra il 2 e il 3 dicembre 1979, quando Zanfretta scomparve e la sua auto fu rinvenuta, senza di lui, di nuovo vicino a Torriglia. Questa volta fu osservata anche una strana nuvola nel cui interno si sarebbero accese due luci; il tenente Cassiba affermò di aver sparato alcuni colpi contro tale nuvola, al che essa sarebbe sparita. Poco dopo Zanfretta fu ritrovato nei pressi della macchina.
In coincidenza del quarto presunto incontro ravvicinato, avvenuto in Corso Europa a Genova, i residenti segnalarono un black-out circoscritto.

## La testimonianza di Zanfretta stesso
Zanfretta afferma di aver ricevuto in dono dai presunti esseri una sfera trasparente (a sua detta inizialmente destinata all'ufologo Josef Allen Hynek) contenente un tetraedro dorato che ruoterebbe in sospensione.
L'esistenza della sfera non è mai stata provata. Zanfretta afferma di averla nascosta in un luogo noto solamente a lui e che eventuali altri esseri viventi terrestri che provassero ad avvicinarvisi verrebbero fulminati dalla sfera stessa, sorte che sarebbe capitata a una lepre avvicinatasi casualmente; Zanfretta racconta di sentirsi psichicamente forzato a recarsi dove avrebbe nascosto la sfera almeno due volte al mese, pur ignorando il motivo di tali visite.
Egli afferma inoltre di aver provato a fotografare la sfera, ottenendo, dopo lo sviluppo, solo l'immagine di cinque punti luminosi.

## I pareri contrastanti degli esperti
Gli psicanalisti Mauro Moretti e Cesare Musatti sottoposero Zanfretta a sedute di ipnosi regressiva e affermarono che le dichiarazioni circa tali eventi paranormali rese durante lo stato ipnotico sarebbero state fatte in buona fede.
Il loro collega Marco Marchesan, tuttavia, precisò che queste dichiarazioni potrebbero comunque non corrispondere alla realtà. Roberto Pinotti ed Enrico Baccarini del Centro ufologico nazionale (CUN), pur ritenendo importante il "caso Zanfretta", scrissero su UFO Notiziario che l'ipnosi sarebbe stata inquinata irrimediabilmente dall'intrusione di un inquirente (Luciano Boccone).
L'ipnosi regressiva, inoltre, è considerata in genere un metodo assai inaffidabile, dato che è facile per lo sperimentatore ingannare il paziente e instillargli dei finti ricordi. Questo tipo di tecnica infatti oggi non è più ammessa nei tribunali.
Durante una trasmissione su un'emittente locale, un esponente del Centro italiano studi ufologici ha dichiarato che il caso Zanfretta sarebbe un falso acclarato, in quanto i primi disegni degli alieni fatti dal metronotte, disegni dei quali sarebbe in possesso, sarebbero diversi da quelli attuali: Moretti e Musatti affermarono però che i disegni in stato di veglia sarebbero molto meno precisi di quelli effettuati sotto ipnosi.

## Eco della vicenda sui media
La storia di Zanfretta ebbe una notevole eco nei giornali del tempo e il metronotte fu anche ospite di Enzo Tortora a Portobello.
La storia di Zanfretta ha ispirato, nel 1984, un libro giunto oggi alla sua sesta edizione e uscito nel 2014 in tutto il mondo in lingua inglese, a firma del giornalista Rino Di Stefano, che può essere considerato "il padre del caso Zanfretta". Nel dicembre 1984, RaiTre ne trasse uno sceneggiato-inchiesta intitolato UFO a Genova? Gli incontri ravvicinati di Piero Zanfretta, in due puntate di grande successo, proposto e realizzato dal regista televisivo Bruno Ferracciolo.
Parecchio tempo dopo, nel 2004, se ne parlò ancora nel film fantascientifico InvaXön - Alieni in Liguria di Massimo Morini (leader del gruppo musicale Buio Pesto), con la direzione scientifica dell'astronauta Franco Malerba. Nel film, che narra di un ipotetico tentativo di invasione della Liguria da parte dei Dargos, Zanfretta ha impersonato sé stesso, e gli incassi della vendita dei diritti della pellicola sono stati devoluti all'Associazione Sindrome dell'X Fragile.
Zanfretta dichiara che non ha mai tratto alcun profitto da iniziative editoriali e giornalistiche derivate dalle sue presunte esperienze.
Per contro, esse gli causarono la sospensione del porto d'armi, con ricadute sulla sua posizione lavorativa, essendo egli all'epoca guardia giurata. Zanfretta afferma inoltre che il racconto di quegli eventi provocò reiterati e umilianti episodi di derisione nei suoi confronti sia da parte di privati (afferma in un'intervista: «Gente sconosciuta mi telefona a casa a tutte le ore per prendermi in giro. Io non lo so che cosa fosse quello che ho visto, però l'ho visto. Non sono un bugiardo.»), che da parte di alcuni giornalisti (si sentì piuttosto deriso da Tortora quando fu invitato nella trasmissione "Portobello").
Nel 2002 è stato ospite del Maurizio Costanzo Show su Canale 5, e successivamente nel 2007 è stato invitato a Il bivio, condotto da Enrico Ruggeri su Italia 1. Durante quest'ultima trasmissione l'ex-maresciallo dei carabinieri Antonio Nucchi, ormai in pensione, rivelò che all'epoca dei fatti in questione fu testimone, assieme ad altre persone, di un notevole avvistamento UFO, e di esser stato "consigliato" dal comando di tacere.
Il 16 novembre 2007, nel corso di una puntata della trasmissione "Rebus, questioni di conoscenza" sulla rete satellitare Odeon TV, condotta da Maurizio Decollanz, presenti in studio il giornalista Rino Di Stefano, Maurizio Baiata (direttore del mensile "AREA 51") e Marco Morocutti (progettista elettronico e membro del CICAP, il Comitato Italiano per il Controllo delle Affermazioni sul Paranormale), Zanfretta ha mostrato foto e video recentemente realizzati con la tecnica del digitale alla "sfera" di cui i presunti alieni gli avrebbero fatto dono. Ancora una volta, tuttavia, né le immagini fotografiche né quelle video hanno potuto provare alcunché dal momento che sono risultate completamente scure.
Il 15 e 16 ottobre 2008 è stato ospite di Ricomincio da qui, trasmissione in onda su Rai 2 (condotta da Alda D'Eusanio), dichiarando che a partire da gennaio fino a luglio 2008 si sono accese in sequenza (una al mese fino a giugno, cinque a luglio) 11 iscrizioni su 12 disponibili al di sotto della sfera, e che da agosto 2008 non riesce più ad accedere al luogo in cui custodisce la scatola con all'interno la sfera.
Il 3 maggio 2012 è stato ospite di Mistero su Italia 1. Nel corso della puntata, è stato trasmesso un video, condotto da Daniele Bossari e girato dalla troupe televisiva del programma nell'area di Torriglia, per ricostruire insieme a Zanfretta i fatti accaduti in quei giorni, raccogliendo anche le testimonianze di due ex guardie giurate, Giuliano Buonamici e Mauro Dellepiane. Successivamente, erano presenti in studio Zanfretta e il giornalista Rino Di Stefano, insieme a Mirko Bragaglia del ghost hunters team, che ha realizzato indagini attraverso termocamere, fotocamere all'infrarosso e rilevatori elettromagnetici (k2). Il servizio di Bossari è stato poi ritrasmesso il 27 giugno 2012 durante la decima puntata speciale di Mistero, dedicata ai casi più interessanti affrontati nella serie del programma.
Il 18 aprile 2025 i Ratbones, punk rock band di Genova, hanno pubblicato il singolo Piero Zanfretta, un brano ispirato alla figura dell’omonimo metronotte. 
Il singolo è stato anticipato da un videoclip ufficiale, diffuso sui canali social della band e su YouTube, che ha visto la partecipazione straordinaria di Piero Zanfretta in persona, protagonista di una scena nel finale.
Il brano ha suscitato curiosità e attenzione anche al di fuori della scena punk italiana, grazie al suo approccio ironico ma rispettoso verso una delle figure più emblematiche della cronaca 
misteriosa italiana.